# Oboungouni
Oboungouni est une commune rurale située dans le département de Yamba de la province du Gourma dans la région de l'Est au Burkina Faso.

## Géographie
Oboungouni est situé à 10 km au Sud-Ouest de Yamba, le chef-lieu du département, et à 3 km au Sud-Est de Nayouri. La commune est également à un kilomètre de la route nationale 18.

## Santé et éducation
Le centre de soins le plus proche de Oboungouni est le centre de santé et de promotion sociale (CSPS) de Nayouri.